# 108 Aquarii
108 Aquarii, som är stjärnans Flamsteed-beteckning, är en ensam stjärna belägen i den södra delen av stjärnbilden Vattumannen och har även Bayer-beteckningen i3 Aquarii samt variabelbeteckningen ET Aquarii. Den har en skenbar magnitud på 5,19 och är svagt synlig för blotta ögat där ljusföroreningar ej förekommer. Baserat på parallaxmätning inom Hipparcosuppdraget på ca 10,2 mas, beräknas den befinna sig på ett avstånd på ca 320 ljusår (ca 98 parsek) från solen. Den rör sig bort från solen med en heliocentrisk radialhastighet på ca 13 km/s.

## Egenskaper
108 Aquarii är en roterande variabel av Alfa2 Canum Venaticorum-typ (ACV). Den är en blå till vit  stjärna i huvudserien av spektralklass A0 VpSiSr och är en Ap-stjärna, vilket betyder att det har ett speciellt spektrum som visar överskott av vissa element. Den har en massa som är ca 3,2 solmassor, en radie som är ca 2,5 solradier och utsänder från dess fotosfär ca 132 gånger mera energi än solen vid en effektiv temperatur av ca 12 300 K.